# استیو کلارک
استیو کلارک (به انگلیسی: Steve Clarke) (زاده ۲۹ اوت ۱۹۶۳) بازیکن فوتبال سابق تیم ملی فوتبال اسکاتلند و چلسی است. کلارک ۱۱ فصل در باشگاه چلسی توپ زده است. همچنین وی ۶ بازی ملی در کارنامه دارد.